# Macworld – iWorld

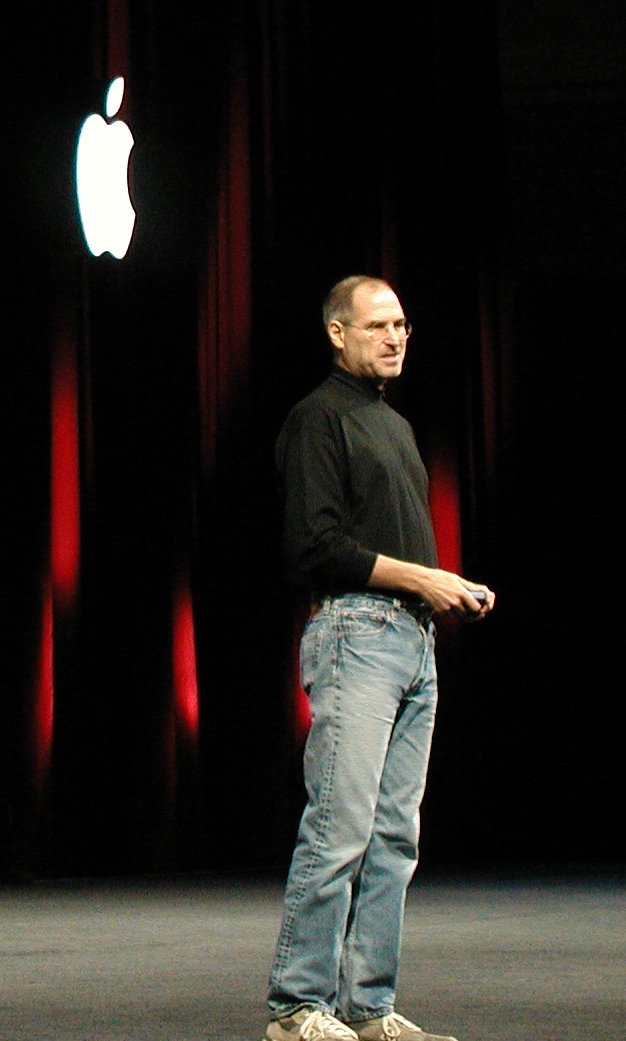
Steve Jobs auf der Macworld (2005)

Die Macworld | iWorld (bis 2011: Macworld Conference & Expo) war eine US-amerikanische Technik-Messe, die von 1985 bis 2014 vom IDG-Verlag veranstaltet wurde. Sie fand jährlich gegen Jahresanfang in San Francisco statt und wurde oft von Apple zur Vorstellung neuer Produkte genutzt. Im Jahr 2009 gab Apple bekannt, dass man in Zukunft nicht mehr an der Messe teilnehmen werde. Im Oktober 2014 gab IDG bekannt, dass die Messe vorerst eingestellt würde.
Unter dem gleichen Namen wurden auch in New York City, Boston und Tokyo Messen veranstaltet, die jedoch seitdem eingestellt wurden.

## Geschichte
Die erste Macworld wurde 1985 veranstaltet und nach dem 1984 vorgestellten Macintosh benannt.

### 1997
Steve Jobs verkündet eine Zusammenarbeit zwischen Microsoft und der angeschlagenen Firma Apple. Bill Gates wird per Videokonferenz hinzugeschaltet, was vom Publikum mit Pfiffen und Buhrufen beantwortet wird.

### 1998
Vorstellung des ersten iMac.

### 1999
Vorstellung des ersten iBooks, sowie des darin verbauten AirPort (WLAN IEEE 802.11 Standard) und Vorstellung von Halo: Kampf um die Zukunft.

### 2000
Präsentation der Developer Preview 3 von Mac OS X 10.0 und der neuen Aqua-Oberfläche.

### 2003
Vorstellung des Webbrowsers Apple Safari.

### 2005
Jobs demonstrierte einige Neuerungen von Mac OS X Tiger. Außerdem wurden neue Versionen von Final Cut Pro, iLife und iWork, sowie der neue Mac mini und der neue iPod shuffle vorgestellt.

### 2006
Es wurden iLife '06 (neu mit iWeb) und iWork '06 vorgestellt.
Neue Versionen der professionellen Werkzeuge Final Cut Pro, Aperture und Logic wurden angekündigt. Dabei wurde betont, dass diese neuen Programme bereits als Universal Binaries vorlagen, das heißt sowohl auf PowerPC- als auch auf Intel-basierten Macs (x86-Prozessor) nativ liefen.
Paul Otellini, CEO von Intel, überreichte Jobs einen symbolischen Wafer, um zu zeigen, dass die Arbeiten am Umstieg auf Intel-Prozessoren abgeschlossen waren. Anschließend wurden die ersten Intel-basierten Macs, der iMac und das MacBook Pro mit Core-Duo-Prozessoren, vorgestellt.

### 2007
Steve Jobs demonstrierte zunächst die Set-Top-Box Apple TV, die bereits unter dem Codenamen iTV auf einem „Special Event“ im September 2006 vorgestellt wurde.
Im zweiten Teil der Keynote präsentierte Jobs das iPhone erstmals der Weltöffentlichkeit.

### 2008

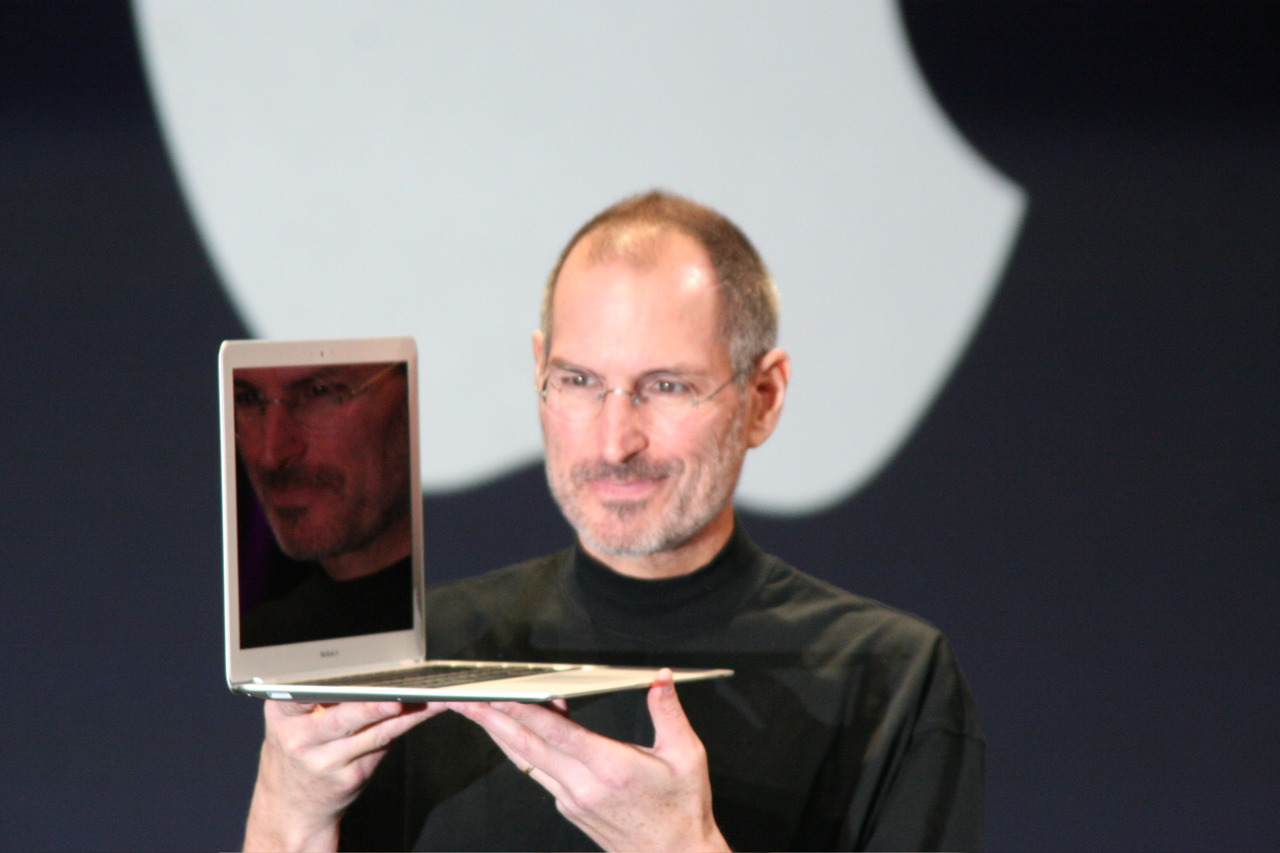
Steve Jobs stellt das MacBook Air vor.

Die Keynote für 2008 fand am 15. Januar statt. Steve Jobs präsentierte die Time Capsule, welche die Datensicherung mittels Time Machine vereinfachen soll. Danach präsentierte Jobs die neue iPod- und iPhone-Firmwareversion 1.1.3. Im Anschluss folgten der iTunes Store Filmverleih und ein neues MacBook Air.
Microsoft kündigte auf der Messe den Verkaufsstart von Microsoft Office 2008 für Mac an.

### 2009
Apple gab bekannt, dass sie 2009 zum letzten Mal an der Macworld teilnehmen werden. Die Keynote wurde nicht von Steve Jobs, sondern von Phil Schiller gehalten. Es wurden iLife und iWork '09 sowie ein neues 17″-MacBook-Pro vorgestellt.

### 2012
Im Jahr 2012 wurde die Konferenz in „Macworld | iWorld“ umbenannt. IDG kündigte an, dass durch Konzerte, Filmpremieren und Kunstausstellungen auch der kulturelle Einfluss von auf Apple-Geräten entstandenen Multimedia-Inhalten gezeigt werden soll.